# Lucilina indica
Lucilina indica är en blötdjursart som först beskrevs av Eugène Leloup 1981.  Lucilina indica ingår i släktet Lucilina och familjen Chitonidae. Inga underarter finns listade i Catalogue of Life.